# Machilus microcarpa
Machilus microcarpa är en lagerväxtart som beskrevs av William Botting Hemsley. Machilus microcarpa ingår i släktet Machilus och familjen lagerväxter. Utöver nominatformen finns också underarten M. m. omeiensis.